# Mosquée Bab Bhar
La mosquée Bab Bhar (arabe : جامع باب بحر), également connue comme sous le nom de mosquée Ez-Zraariâ (arabe : جامع الزرارعية) ou mosquée Zitouna externe (arabe : جامع الزيتونة البراني), est une mosquée tunisienne située à l'est de la médina de Tunis.

## Localisation
Elle se trouve au fond de l'impasse Helket Ez-Zitoun (arabe : زنقة حلقة الزيتون), près de Bab El Bhar, l'une des portes de la médina de Tunis.

## Histoire
Elle est construite sous le règne des Hafsides, par Ahmed Ibn Marzouk Ibn Abi Omara Mousseilli, en 1282 (681 de l'hégire), avec le soutien du cheikh Abou Mohamed Abdallah El Morjani et quelques oulémas de cette époque.

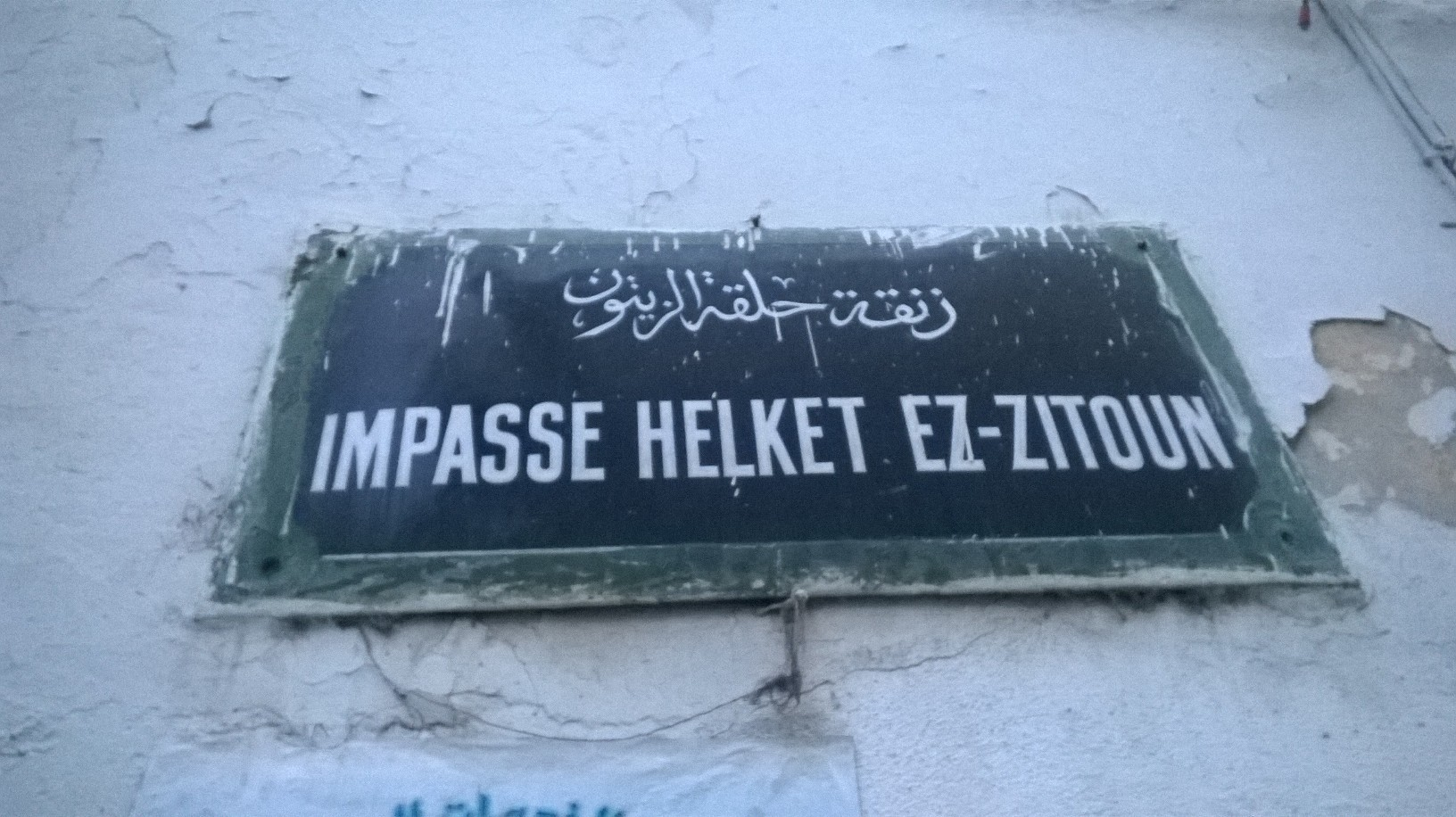
Plaque métallique marquant l'impasse Helket Ez-Zitoun.
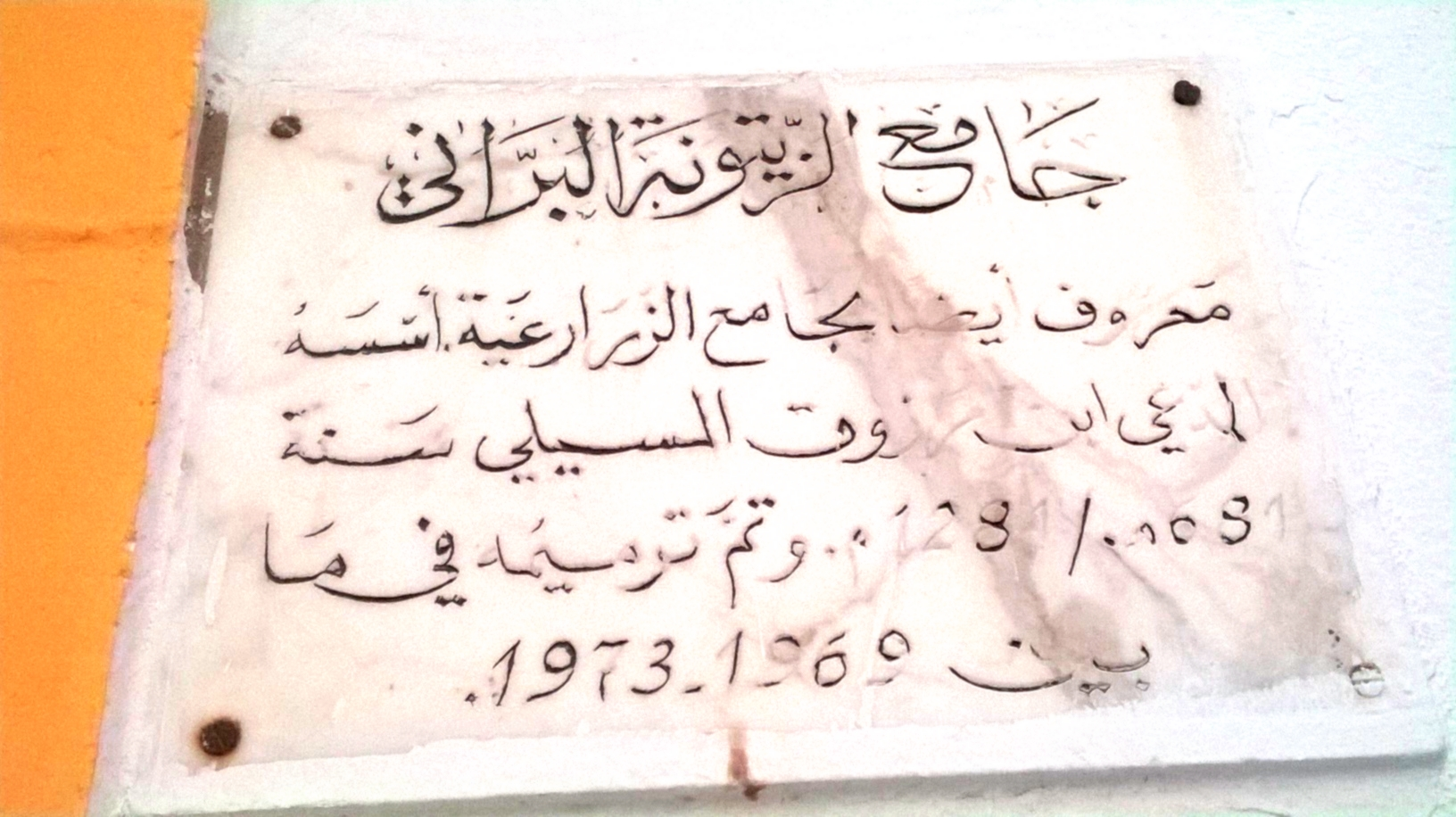
Plaque commémorative de la mosquée.
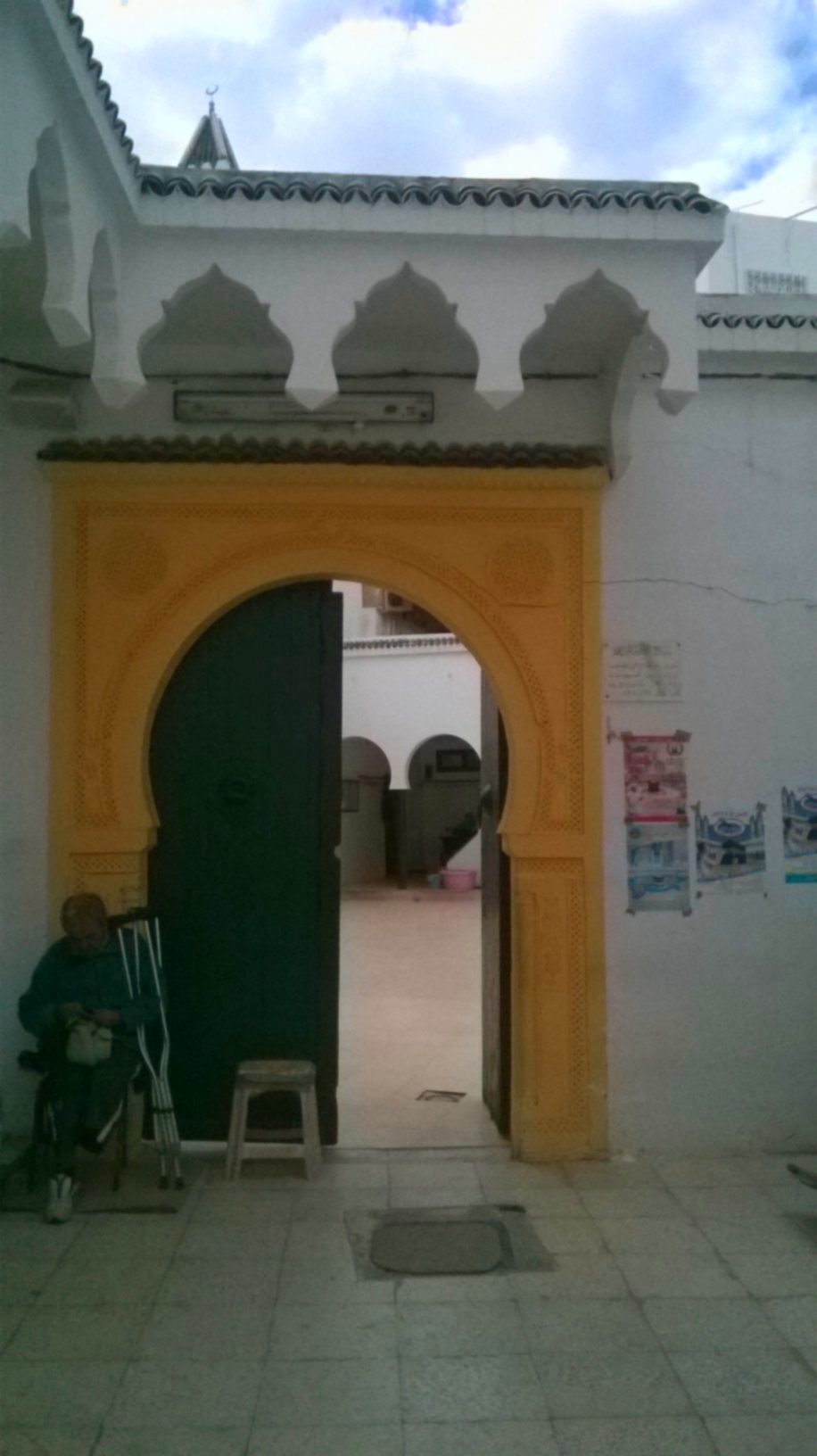
Porte d'entrée de la mosquée.
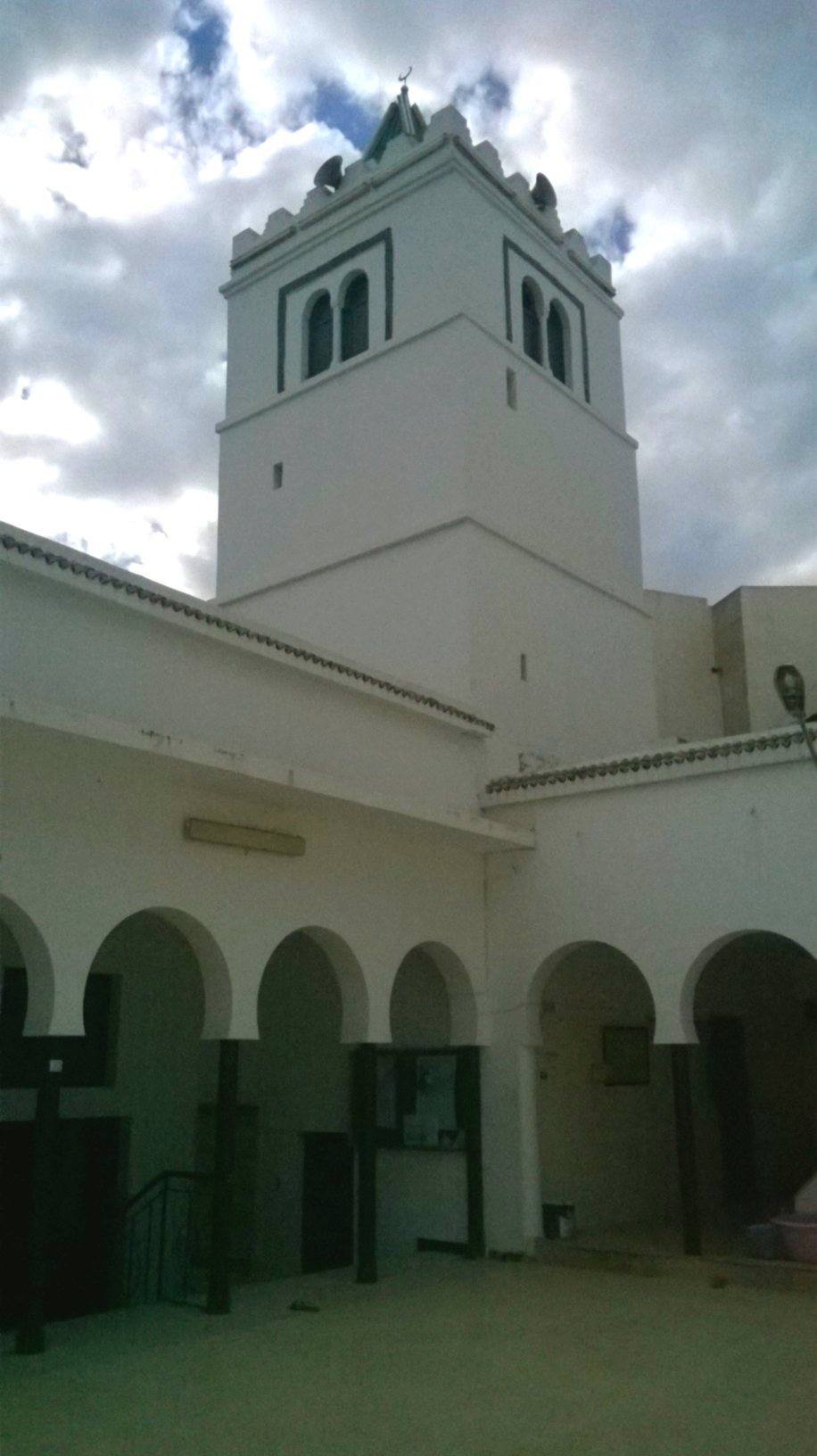
Minaret de la mosquée.
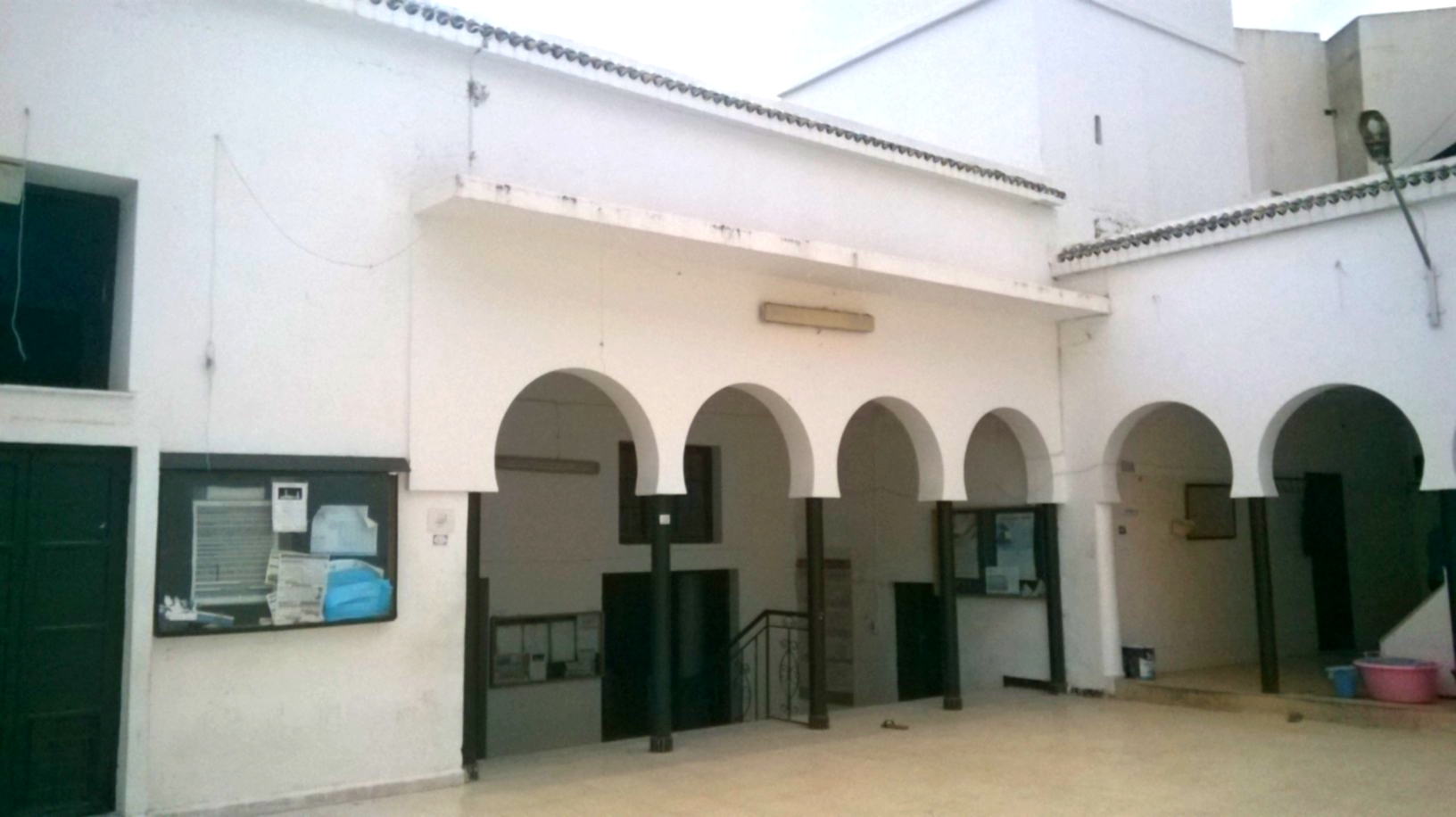
Entrée de la salle de prière.
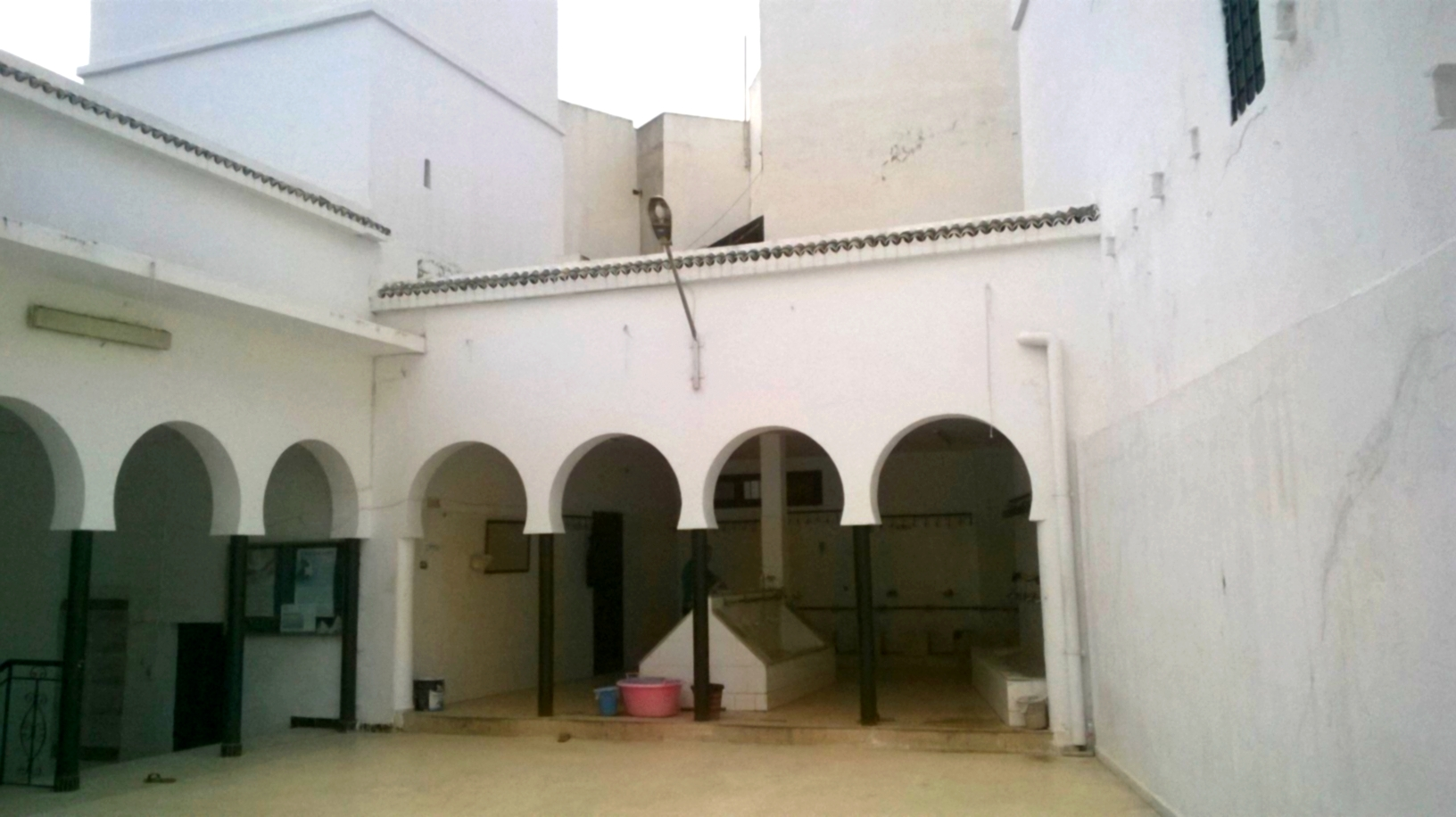
Bassin pour ablutions.

## Évolution
Cette mosquée est restaurée entre 1969 et 1973.